# Маленькое чёрное платье
Ма́ленькое чёрное пла́тье — одна из разновидностей коктейльного или вечернего платья чёрного цвета длиной до колен, которое можно надеть не только днём на работу в офис, но и на торжественный приём, дополнив платье аксессуарами.
Маленькое чёрное платье придумала в 1926 году Коко Шанель на основе своей концепции моделирования одежды с простотой формы, многофункциональностью и практичностью. Чёрный цвет был выбран для того, чтобы платье можно было носить несколько сезонов подряд и в любой ситуации, а простота формы заключалась в отсутствии лишних деталей и примет сезонной моды. Существует легенда, будто Шанель создала платье в память о погибшем возлюбленном Артуре Кэпеле, что не соответствует действительности, поскольку после гибели Артура в 1919 году у Шанель были другие любимые мужчины и любовники. По другой легенде, чёрный цвет, ассоциировавшийся с трауром, не пользовался успехом, но с приходом маленького чёрного платья стал весьма популярен. На самом деле, дамы носили чёрные платья вне траура задолго до Шанель. Платье, созданное Шанель, прикрывало колени, поскольку она считала колени самой некрасивой частью женского тела. Его также отличали простой полукруглый вырез, длинные узкие рукава и отсутствие излишеств, таких как бахрома, пуговицы, оборки. Позволить себе маленькое чёрное платье могла любая женщина, даже с невысоким доходом, ведь, имея одно такое платье, можно было с помощью аксессуаров создать множество комбинаций и каждый раз выглядеть по-разному.
Современный вариант платья значительно отличается от классического: возможен более короткий подол, различные типы воротников, использование кружев, оборок и прочих декоративных элементов. Маленькое чёрное платье присутствует в коллекциях большинства модельеров.
Одним из самых известных маленьких чёрных платьев считается простое платье от Юбера Живанши, которое носила героиня Одри Хепбёрн в фильме «Завтрак у Тиффани» (1961).
В 2009 году вдохновлённый образом маленького чёрного платья парфюмер Тьерри Вассер создал одноимённую парфюмерную линию «La Petite Robe Noire» для модного дома Guerlain.